# جزایر خودمختار کومور
جَزایِر خودمُختار مَجمَع‌الجَزایِر قَمَر واحد تقسیمات کشوری مجمع‌الجزایر قمر است. قمر یک جمهوری فدرال است که به چهار جزیره خودمختار تقسیم بندی شده است. گرند کومور بزرگترین جزیره کشور قمر است و پایتخت ملی که شهر مورونی است در آن قرار دارد. موهلی کوچک ترین جزیره خودمختار است و آنژوان یک جزیره آتشفشانی است. مایوت جزیره‌ای تحت مناقشه است بین قمر و فرانسه که تحت نظارت فرانسه قرار دارد. هر جزیره خودمختار جزایر کوچکتری را در مرز خود دارد. هر یک از جزایر خودمختار یک قانون اساسی، رئیس‌جمهور و مجلس دارد که از دولت مرکزی جدا است.

| ردیف | پرچم | جزیره خودمختار | وسعت              | پایتخت    | نام انگلیسی   | نام محلی | نقشه |
| ---- | ---- | -------------- | ----------------- | --------- | ------------- | -------- | ---- |
| ۱    |      | گرند کومور     | ۱۰۲۵ کیلومتر مربع | مورونی    | Grande Comore | Ngazidja |      |
| ۲    |      | موهلی          | ۲۱۱ کیلومتر مربع  | فومبونی   | Mohéli        | Mwali    |      |
| ۳    |      | آنژوان         | ۴۲۴ کیلومتر مربع  | موتسامودو | Anjouan       | Nzwani   |      |
| ۴    |      | مایوت          | ۳۷۴ کیلومتر مربع  | مامودزو   | Mayotte       | Maoré    |      |